# Bíró László (birkózó)
Bíró László (Túrkeve, 1960. július 9. –) magyar birkózó, többszörös hazai bajnok, Európa-bajnok (1982). Az 1980. évi nyári olimpián 6. helyezést ért el 48 kg-os szabadfogás versenyszámban. Az FTC versenyzője volt, Klinga László tanítványa. 

## Hazai eredményei
- 1980 - szabadfogás 48 kg - bajnoka (FTC)
- 1984 - szabadfogás 48 kg - bajnoka (FTC)
- 1985 - szabadfogás 48 kg - bajnoka (FTC)
- 1986 - szabadfogás 48 kg - bajnoka (FTC)
- 1987 - szabadfogás 48 kg - bajnoka (FTC)
- 1989 - szabadfogás 48 kg - bajnoka (FTC)
- 1990 - szabadfogás 48 kg - bajnoka (FTC)
- 1991 - szabadfogás, 52 kg - bajnoka (FTC-Műfémszer)
- 1992 - szabadfogás, 52 kg - bajnoka (FTC-Műfémszer)
- 1993 - szabadfogás, 52 kg - bajnoka (FTC-Műfémszer)

## Európa-bajnokságokon
- 1981 - szabadfogás, 48 kg - 5. helyezés
- 1982 - szabadfogás, 48 kg - Európa-bajnoki cím (Várna)